# 武汉图书馆
武汉图书馆是位于中華人民共和国湖北省武汉市的一座公共图书馆，源于1946年10月建立的汉口市立图书馆，1953年1月改名武汉图书馆。现馆馆址位于建设大道861号，建于1997年，建筑面积32975平方米，有十多个借阅部门。拥有超过270万件馆藏文献，包括20多万件的古籍和150TB的数字资源。文献有印刷文献、电子文献、缩微文献、视听文献、网络文献各种格式，中国哲学、法律、经济、碑帖是其重点，地方文献是其特色。所藏珍本包括187部明刻本、6465种碑帖（包括《玄秘塔》宋拓本），还保存了清光绪年间的《汉报》等地方文献。